# Lisa Klostermannová
Lisa Katharina Klostermannová (* 28. května 1999) je bývalá německá fotbalistka, která hrála jako brankář. Její bratr Lukas Klostermann je také fotbalista.

## Klubová kariéra
Dne 19. ledna 2017 podepsala smlouvu s Duisburgem do června 2018. V dubnu 2018 přestoupila do Essenu. Dne 15. ledna 2020 prodloužila smlouvu s klubem do června 2022. V srpnu 2021 oznámila konec své kariéry kvůli zranění.

## Reprezentační kariéra
V závěru roku 2016 byla nominována do týmu pro Mistrovství světa ve fotbale žen do 17 let 2016. Byla také součástí týmu, který získal stříbrnou medaili na Mistrovství Evropy žen do 19 let 2018.